# Bredvattnet, Västergötland
Bredvattnet är en sjö i Göteborgs kommun i Västergötland och ingår i Göta älvs huvudavrinningsområde. Sjön är 6,9 meter djup, har en yta på 0,0533 kvadratkilometer och befinner sig 125,4 meter över havet. Sjön är belägen söder om länsväg 190, nordost om Bergsjön och norr om Partille, Västra Götalands län, Göteborgs kommun.

## Delavrinningsområde

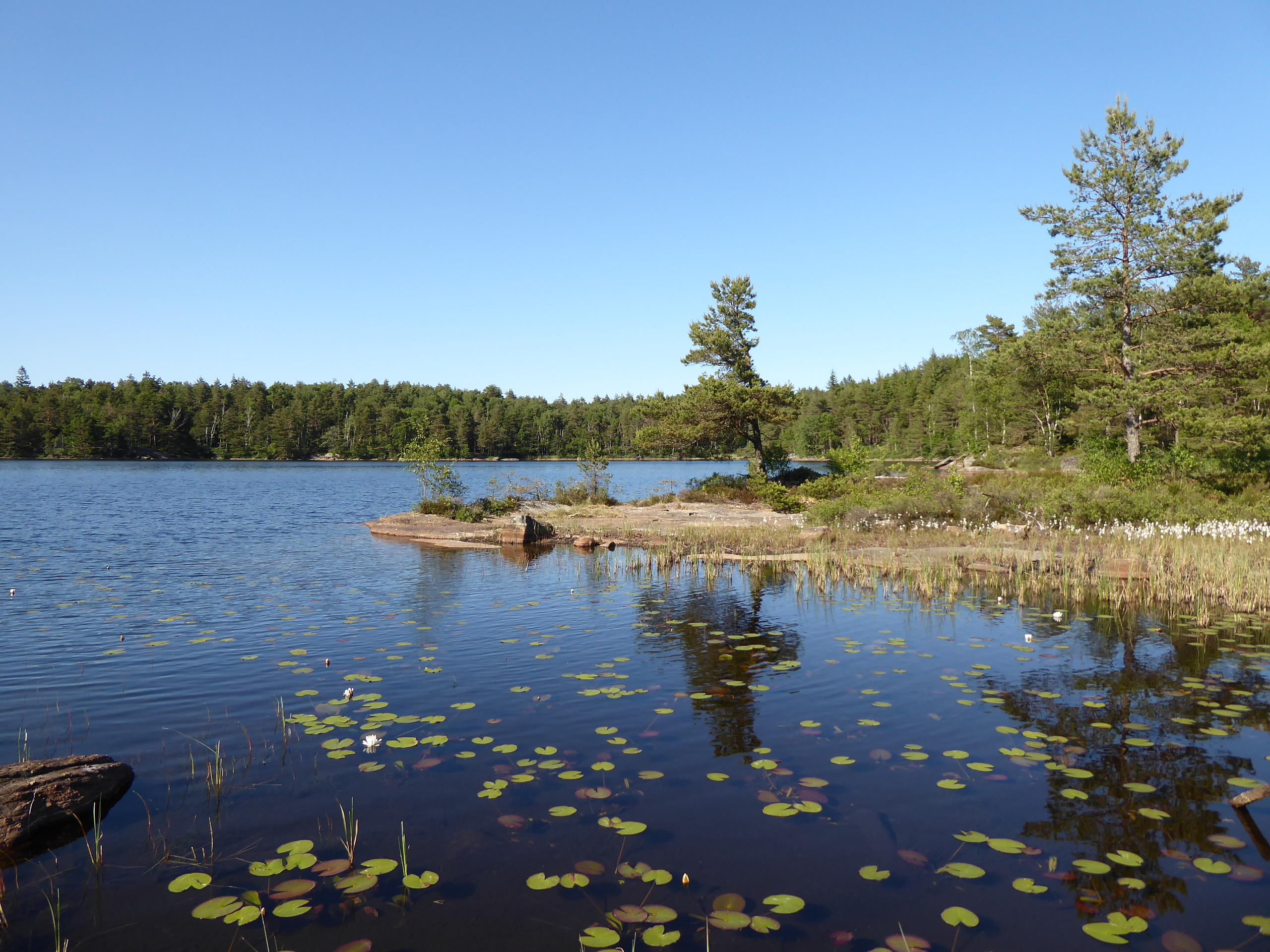
Bredvattnets södra ände i juni 2023

Bredvattnet ingår i delavrinningsområde (641226-127694) som SMHI kallar för Mynnar i Göta älvs vattendragsyta. Medelhöjden är 75 meter över havet och ytan är 19,19 kvadratkilometer. Räknas de 8 avrinningsområdena uppströms in blir den ackumulerade arean 111,95 kvadratkilometer. Lärjeån som avvattnar avrinningsområdet har biflödesordning 2, vilket innebär att vattnet flödar genom totalt 2 vattendrag innan det når havet efter 12 kilometer. Avrinningsområdet består mestadels av skog (21 %). Avrinningsområdet har 0,14 kvadratkilometer vattenytor vilket ger det en sjöprocent på 0,7 %. Bebyggelsen i området täcker en yta av 12,08 kvadratkilometer eller 63 % av avrinningsområdet.